# Чумаки (Белгородская область)
Чумаки — хутор в Старооскольском районе Белгородской области России. Входит в состав Котовской сельской территории.

## История
Собственно, чумаки и основали во второй половине XVII века хутор на левом берегу Убли между селами Терехово и Котово.
По документам 1907 года, хутор насчитывал — 93 жителя (57 мужск. и 36 женск. пола).
С июля 1928 года Чумаки вошли в состав Котовского сельсовета новообразованного Старооскольского района; в 1932 году на хуторе Чумаки проживало 94 человека.
В январе 1979 года на хуторе было 74 жителя. В 1997 году Чумаки насчитывали 25 домовладений и 41 жителя.
На хуторе Чумаки расположен Старооскольский зоопарк, который был основан в сентябре 2008 года. В зоопарке живут разные виды животных и пернатых птиц, также имеется террариум. Зоопарк занимает территорию 18,7 га.

## Население
| 2002 | 2010 |
| ---- | ---- |
| 41   | ↘37  |